# Juillet 1956
Cette page présente les faits marquants du mois de juillet 1956.

## Évènements
- France : Parmi les 200 000 jeunes appelés sous les drapeaux pour partir en Algérie, le ministère du travail estime qu'il y a notamment 50 000 ouvriers spécialisés dont l'industrie et le bâtiment vont avoir beaucoup de mal à se passer. Il est envisagé d'augmenter la durée légale du travail pour compenser la pénurie de main d'œuvre si l'exode rural qui pourtant est conforme aux objectifs du troisième Plan de modernisation ne suffit pas à éviter de grosses tensions sur le marché de l'emploi.

- 1er juillet (Formule 1) : Grand Prix de France.

- 2 juillet : exposition Tinguely à Paris.

- 14 juillet (Formule 1) : Grand Prix de Grande-Bretagne.

- 16 juillet : l'impérialisme américain est un tigre de papier, Mao[1].

- 18 juillet : 
  - Naissance du mouvement des pays non alignés à Brioni : Tito, Nasser et Nehru en sont les principaux dirigeants.
  - Visite du Premier ministre indien Jawaharlal Nehru et du président égyptien Gamal Abdel Nasser dans la résidence de Tito à Brioni.
  - République populaire de Hongrie : crise au sein du PC : sévèrement critiqué, le premier secrétaire Mátyás Rákosi démissionne et est remplacé par Ernő Gerő. János Kádár devient secrétaire adjoint.

- 19 juillet : refus des États-Unis de financer la construction du barrage d'Assouan en Égypte. Afin de faire pression sur le gouvernement égyptien, le gouvernement américain, suivi par la Grande-Bretagne et la BIRD, annonce que les États-Unis ne participeront pas au financement du barrage d’Assouan

- 23 juillet : premier vol du prototype de l'Étendard II construit par Dassault.

- 26 juillet : en riposte au refus américano-britannique, Nasser annonce à Alexandrie la nationalisation de la Compagnie du canal de Suez, déclarant devant une foule en liesse : « Le canal est désormais à nous, bien à nous »[2]. 
  - 70 % des importations britanniques et 50 % des importations françaises transitent par le canal. Le capital de la compagnie se partageait entre le Trésor britannique et 170 000 petits porteurs français.
  - Les revenus tirés de l’exploitation du canal serviront à financer la construction du barrage. Il dénonce la présence britannique au Moyen Orient et soutient les mouvements nationalistes d'Algérie.

- 27 juillet : 
  - découverte de pétrole à Hassi Messaoud en Algérie par SN REPAL (ELF Aquitaine).
  - un bombardier B-47 s'écrase contre un dépôt d'armes nucléaires à RAF Lakenheath tuant les quatre membres d'équipage.

- 28 juillet : 
  - Manuel Prado Ugarteche, président du Pérou (fin en 1962).
    - Le général Odría consent à organiser des élections libres au Pérou. Le vainqueur, Manuel Prado, libéralise le régime, ouvrant une période de convivencia qui se manifeste par la légalisation du parti communiste et de l’Alliance populaire révolutionnaire américaine. Son programme économique, dans la continuité de son prédécesseur, lui vaut quelques succès.

  - Départ de la vingt-quatrième édition des 24 Heures du Mans.

- 29 juillet : victoire de Ninian Sanderson et Ron Flockhart aux 24 Heures du Mans.

- 31 juillet : lors d’une rencontre avec Anthony Eden et le ministre français des Affaires étrangères Christian Pineau, John Dulles exprime les réserves américaines quant à une intervention militaire en Égypte. Les États-Unis décident toutefois de geler les avoirs financiers égyptiens et suspendent leur aide alimentaire.

## Naissances
- 1er juillet : 
  - François Auque, homme d'affaires français.
  - Hannes Germann, homme politique suisse.
  - Matthew Jacobs, scénariste, réalisateur, producteur et acteur américain.
  - Edwin Le Héron, économiste français.
  - Koli Rakoroi, rugbyman fidjien.
  - Alan Ruck, acteur américain.
  - Brian Sabean, dirigeant de baseball américain.
  - Fred Williams, hockeyeur sur glace canadien.
- 3 juillet : Min Aung Hlaing, général birman, commandant en chef des forces armées birmanes et Président du Conseil administratif d'État depuis 2021.
- 5 juillet : Fabienne Serrat, skieuse française.
- 7 juillet : Debretsion Gebremichael, homme politique éthiopien.
- 9 juillet :
  - Bernie Bonvoisin, chanteur français.
  - Tom Hanks, acteur, réalisateur et producteur de cinéma américain.
  - Nobutoshi Hikage, judoka japonais.
- 10 juillet : 
  - Alok Nath, acteur indien.
  - Tom McClintock, personnalité politique américaine.
- 13 juillet : Koffi Olomidé, chanteur, compositeur, interprète et producteur congolais.
- 15 juillet : Ian Curtis, chanteur et guitariste britannique.
- 17 juillet : Bryan Trottier, ancien joueur professionnel de hockey.
- 21 juillet : Larry Miller, homme politique fédéral canadien.
- 28 juillet : Guadalupe Larriva, femme politique équatorienne, première femme ministre de l'Équateur.

## Décès
- 12 juillet : Maurice Auguste Lippens, homme d'État belge (° 21 août 1875).
- 22 juillet : Curnonsky, gastronome français.
- 23 juillet : Alessandro Anzani, pilote de motos, constructeur de moteurs.